# City-Galerie Siegen
De City-Galerie is een winkelcentrum in Siegen in de Duitse deelstaat Noordrijn-Westfalen. Het werd geopend op 14 oktober 1998. Het centrum ontstond uit de overweging om het stadscentrum te verleggen naar een meer consumentvriendelijke locatie. De bouw van het winkelcentrum had een fundamentele verandering van het stadsbeeld, de stedelijke structuur en de stadscultuur tot gevolg.    

## Ligging
Het winkelcentrum is gelegen in de benedenstad van Siegen, in de directe omgeving van het centraal station van Siegen, het centrale busstation en het in 2006 nieuw gebouwde winkelcentrum “Sieg Carré”. De "Sieg Carré" volgt qua uiterlijk het uiterlijk van de "City Gallerie". Samen vormen beide gebouwen, die atypisch zijn voor het stadsbeeld, een enorm complex. Het centrum beschikt over een direct aangesloten grote parkeergarage.   
Tot de oprichting van dit nieuwe centrum vormde de "bovenstad" op de Siegberg, die rond het historische stadscentrum was gegroeid, het commerciële centrum van de stad Siegen. De verplaatsing leidde tot een verloedering van het historische centrum. Het historische centrum heeft zijn functie als hoofdcentrum moeten opgeven en is nu meer een ondersteunend centrum.

## Gebruik
Op een verkoopvloeroppervlakte van 23.500 m² zijn ca. 100 winkels gevestigd, verdeeld over drie niveaus. In het winkelcentrum werken 900 mensen.  

## Eigendom en beheer
In tegenstelling tot eerdere discussies over herontwerp van de stad werd de stedelijke bevolking niet door bestuur en politiek  betrokken bij de verplaatsing van stadscentrum en bij de bouw van de “City-Galerie”.  
Het winkelcentrum is ontwikkeld door ECE Projektmanagement, dat tevens de beheerder van het centrum is. De City-Galerie is eigendom van een City Center Immobilienfonds, een gesloten vastgoedfonds van DB Real Estate, een dochteronderneming van Deutsche Bank. 